# Ansbach (districte)
Amberg-Sulzbach és un districte a Baviera, Alemanya. Es limita però no s'inclou la ciutat d'Ansbach; no obstant això, la seu administrativa del districte és a Ansbach. És el districte amb la major zona de Baviera. És limitat pels (seguint les agulles del rellotge des del nord) districtes d'Ostalbkreis, Schwäbisch Hall i Main-Tauber (tots en l'estat de Baden-Württemberg), i els districtes de Neustadt (Aisch)-Bad Windsheim, Fürth, Roth, Weißenburg-Gunzenhausen i Donau-Ries.

## Història
Alguns dels pobles ja existien durant la vida de Carlemany, que va visitar Feuchtwangen cap a l'any 800. Al segle xiii, les ciutats de Rothenburg, Dinkelsbühl i Feuchtwangen van ser elevades a ciutats imperials lliures, pel que van ser directament subordinades a l'emperador del Sacre Imperi Romà. La ciutat d'Ansbach es va convertir en objecte de la família Hohenzollern, que va establir l'estat d'Ansbach (després de Brandenburg-Ansbach) a la regió.
El districte d'Ansbach va ser establert el 1972, quan els antics districtes d'Ansbach, Dinkelsbühl, Feuchtwangen i Rothenburg es van fusionar. La ciutat de Rothenburg va perdre la seva condició de districte urbà i va ser incorporat al districte.

## Geografia
Ansbach és el districte més gran de Baviera. La seva meitat nord està ocupada pel Frankenhöhe, un paisatge de turons suaus. Les regions del sud estan cobertes de matolls i boscos. D'aquí neix el riu Altmühl.

## Escut d'armes
| Escut | L'escut d'armes mostra: - A dalt a l'esquerra: els braços en blanc i negre de la dinastia Hohenzollern, que va governar l'antic estat de Brandenburg-Ansbach - A dalt a la dreta: els braços de color vermell i blanc de la Francònia - A baix: l'àguila heràldica del Sacre Imperi Romanogermànic, que representa les antigues ciutats lliures imperials de Rothenburg, Dinkelsbühl i Feuchtwangen |

## Ciutats i municipis
| Ciutats (Städte) | Municipis | |
| --- | --- | --- |
| (Població del 31 de desembre de 2011) 1. Dinkelsbühl 2. Feuchtwangen 3. Heilsbronn 4. Herrieden 5. Leutershausen 6. Merkendorf 7. Ornbau 8. Rothenburg ob der Tauber 9. Schillingsfürst 10. Wassertrüdingen 11. Windsbach 12. Wolframs-Eschenbach | 1. Adelshofen 2. Arberg 3. Aurach 4. Bechhofen 5. Bruckberg 6. Buch am Wald 7. Burgoberbach 8. Burk 9. Colmberg 10. Dentlein 11. Diebach 12. Dietenhofen 13. Dombühl 14. Dürrwangen 15. Ehingen 16. Flachslanden 17. Gebsattel 18. Gerolfingen 19. Geslau 20. Insingen 21. Langfurth 22. Lehrberg | 1. Lichtenau 2. Mitteleschenbach 3. Mönchsroth 4. Neuendettelsau 5. Neusitz 6. Oberdachstetten 7. Ohrenbach 8. Petersaurach 9. Röckingen 10. Rügland 11. Sachsen 12. Schnelldorf 13. Schopfloch 14. Steinsfeld 15. Unterschwaningen 16. Weidenbach 17. Weihenzell 18. Weiltingen 19. Wettringen 20. Wieseth 21. Wilburgstetten 22. Windelsbach 23. Wittelshofen 24. Wörnitz |

## Ciutats i pobles de la comarca abans de la reforma del govern local 1971/78
Abans de la reforma, la zona tenia 81 comunitats (vegeu llista a baix).:
| Antic municipi           | Actualitat          | Districte actual         |
| ------------------------ | ------------------- | ------------------------ |
| Aich                     | Neuendettelsau      | Landkreis Ansbach        |
| Alberndorf               | Sachsen bei Ansbach | Landkreis Ansbach        |
| Altendettelsau           | Petersaurach        | Landkreis Ansbach        |
| Auerbach                 | Colmberg            | Landkreis Ansbach        |
| Bechhofen                | Neuendettelsau      | Landkreis Ansbach        |
| Bernhardswinden          | Ansbach             | Kreisfreie Stadt Ansbach |
| Bertholdsdorf            | Windsbach           | Landkreis Ansbach        |
| Betzendorf               | Heilsbronn          | Landkreis Ansbach        |
| Bonnhof                  | Heilsbronn          | Landkreis Ansbach        |
| Brodswinden              | Ansbach             | Kreisfreie Stadt Ansbach |
| Bruckberg                | Bruckberg           | Landkreis Ansbach        |
| Brunn                    | Windsbach           | Landkreis Ansbach        |
| Brünst                   | Lehrberg            | Landkreis Ansbach        |
| Büchelberg               | Leutershausen       | Landkreis Ansbach        |
| Bürglein                 | Heilsbronn          | Landkreis Ansbach        |
| Colmberg                 | Colmberg            | Landkreis Ansbach        |
| Elpersdorf bei Ansbach   | Ansbach             | Kreisfreie Stadt Ansbach |
| Elpersdorf bei Windsbach | Windsbach           | Landkreis Ansbach        |
| Erlbach                  | Leutershausen       | Landkreis Ansbach        |
| Eyb                      | Ansbach             | Kreisfreie Stadt Ansbach |
| Fischbach                | Lichtenau           | Landkreis Ansbach        |
| Flachslanden             | Flachslanden        | Landkreis Ansbach        |
| Forst                    | Weihenzell          | Landkreis Ansbach        |
| Götteldorf               | Dietenhofen         | Landkreis Ansbach        |
| Gräfenbuch               | Lehrberg            | Landkreis Ansbach        |
| Großhaslach              | Petersaurach        | Landkreis Ansbach        |
| Grüb                     | Weihenzell          | Landkreis Ansbach        |
| Haag                     | Neuendettelsau      | Landkreis Ansbach        |
| Haasgang                 | Weihenzell          | Landkreis Ansbach        |
| Heilsbronn               | Heilsbronn          | Landkreis Ansbach        |
| Hennenbach               | Ansbach             | Kreisfreie Stadt Ansbach |
| Herpersdorf              | Lichtenau           | Landkreis Ansbach        |
| Heßbach                  | Lehrberg            | Landkreis Ansbach        |
| Höfstetten               | Ansbach             | Landkreis Ansbach        |
| Immeldorf                | Lichtenau           | Landkreis Ansbach        |
| Jochsberg                | Leutershausen       | Landkreis Ansbach        |
| Kehlmünz                 | Dietenhofen         | Landkreis Ansbach        |
| Ketteldorf               | Heilsbronn          | Landkreis Ansbach        |
| Kettenhöfstetten         | Flachslanden        | Landkreis Ansbach        |
| Kleinhaslach             | Dietenhofen         | Landkreis Ansbach        |
| Lehrberg                 | Lehrberg            | Landkreis Ansbach        |
| Leutershausen            | Leutershausen       | Landkreis Ansbach        |
| Lichtenau                | Lichtenau           | Landkreis Ansbach        |
| Malmersdorf              | Lichtenau           | Landkreis Ansbach        |
| Mitteldachstetten        | Oberdachstetten     | Landkreis Ansbach        |
| Mittelramstadt           | Leutershausen       | Landkreis Ansbach        |
| Moosbach                 | Windsbach           | Landkreis Ansbach        |
| Müncherlbach             | Heilsbronn          | Landkreis Ansbach        |
| Neuendettelsau           | Neuendettelsau      | Landkreis Ansbach        |
| Neunkirchen              | Leutershausen       | Landkreis Ansbach        |
| Neuses                   | Ansbach             | Kreisfreie Stadt Ansbach |
| Neustetten               | Flachslanden        | Landkreis Ansbach        |
| Oberdachstetten          | Oberdachstetten     | Landkreis Ansbach        |
| Obersulzbach             | Lehrberg            | Landkreis Ansbach        |
| Petersaurach             | Petersaurach        | Landkreis Ansbach        |
| Ratzenwinden             | Sachsen bei Ansbach | Landkreis Ansbach        |
| Rauenbuch                | Leutershausen       | Landkreis Ansbach        |
| Retzendorf               | Windsbach           | Landkreis Ansbach        |
| Rügland                  | Rügland             | Landkreis Ansbach        |
| Sachsen                  | Sachsen bei Ansbach | Landkreis Ansbach        |
| Sauernheim               | Windsbach           | Landkreis Ansbach        |
| Schalkhausen             | Ansbach             | Kreisfreie Stadt Ansbach |
| Schlauersbach            | Lichtenau           | Landkreis Ansbach        |
| Seitendorf               | Heilsbronn          | Landkreis Ansbach        |
| Sondernohe               | Flachslanden        | Landkreis Ansbach        |
| Suddersdorf              | Windsbach           | Landkreis Ansbach        |
| Unternbibert             | Rügland             | Landkreis Ansbach        |
| Unterrottmannsdorf       | Lichtenau           | Landkreis Ansbach        |
| Veitsaurach              | Windsbach           | Landkreis Ansbach        |
| Vestenberg               | Petersaurach        | Landkreis Ansbach        |
| Virnsberg                | Flachslanden        | Landkreis Ansbach        |
| Volkersdorf              | Sachsen bei Ansbach | Landkreis Ansbach        |
| Wattenbach               | Lichtenau           | Landkreis Ansbach        |
| Weihenzell               | Weihenzell          | Landkreis Ansbach        |
| Weißenbronn              | Heilsbronn          | Landkreis Ansbach        |
| Weiterndorf              | Heilsbronn          | Landkreis Ansbach        |
| Wernsbach bei Ansbach    | Weihenzell          | Landkreis Ansbach        |
| Wernsbach                | Neuendettelsau      | Landkreis Ansbach        |
| Wiedersbach              | Leutershausen       | Landkreis Ansbach        |
| Windsbach                | Windsbach           | Landkreis Ansbach        |
| Wollersdorf              | Neuendettelsau      | Landkreis Ansbach        |
| Zailach                  | Lehrberg            | Landkreis Ansbach        |